# Florentin
 Florentin  es una población y comuna francesa, ubicada en la región de Mediodía-Pirineos, departamento de Tarn, en el distrito de Albi y cantón de Cadalen.

## Demografía
| 374 | 379 | 440 | 475 | 553 | 582 |
| Para los censos de 1962 a 1999 la población legal corresponde a la población sin duplicidades (Fuente: INSEE [Consultar]) |     |     |     |     |     |